# Jeju Air Flight 2216

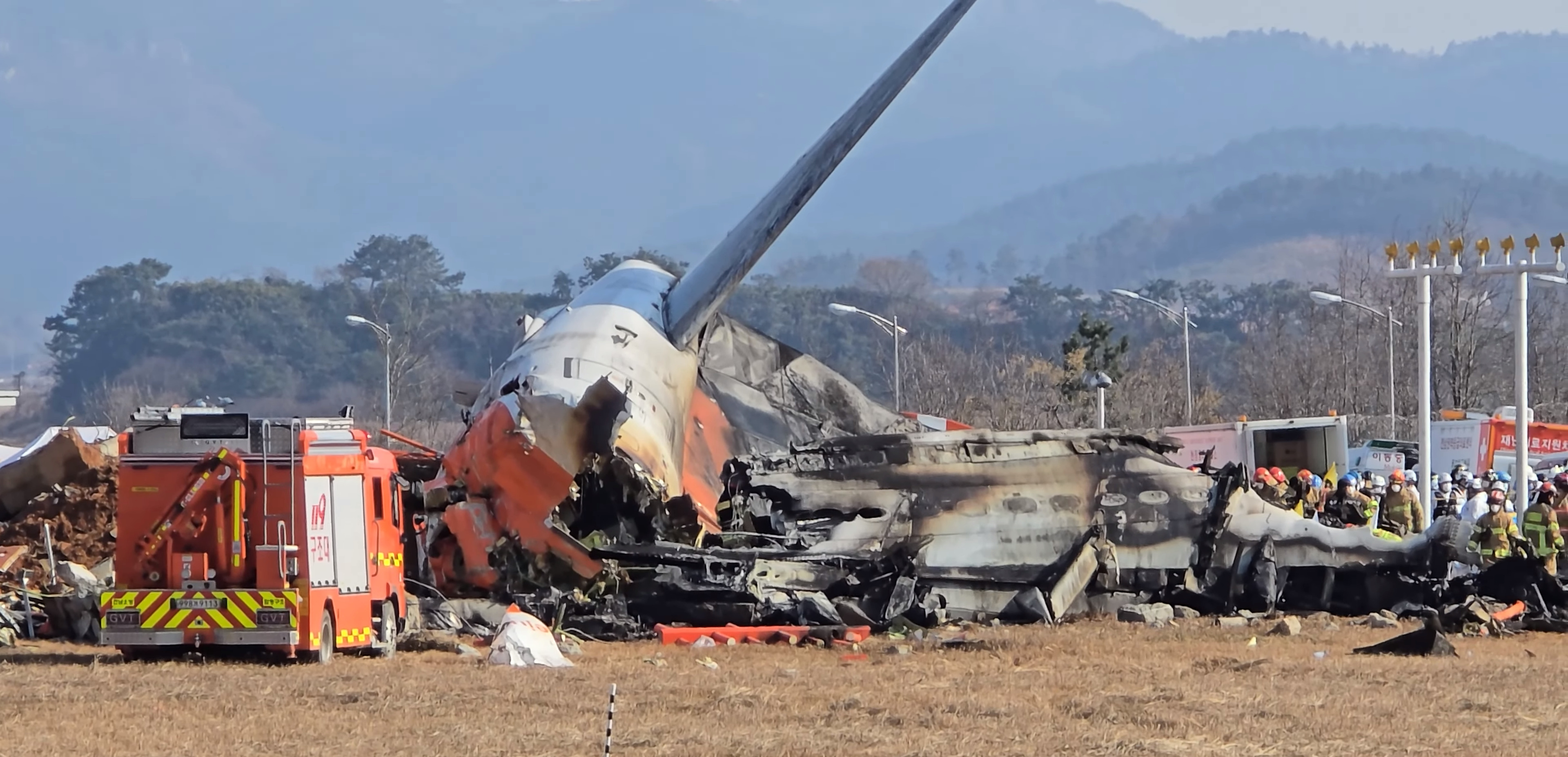
Jeju Air Flight 2216

Jeju Air Flight 2216 var en internationell passagerarflygning mellan Bangkok i Thailand och Muan-gun i Sydkorea som ägde rum under 29 december 2024. Planet, av typen Boeing 737-800 (NG), landade utan landningsställ och vingklaffar halvvägs ner för landningsbana 19 på Muan International Airport och började glida. Planet lämnade sedan landningsbanan i hög fart och kolliderade med en betongvägg och exploderade. Betongväggen som var belägen cirka 150 meter från landningsbanan, användes som bas för instrumentlandningssystemets antenner. Olyckan filmades av flera åskådare i olika stadier av olyckssekvensen.
Olyckan är den dödligaste som inträffat på sydkoreansk mark och den dödligaste som involverat ett koreanskt flygbolag sedan 1997 då Korean Air Flight 801 störtade i Guam. En utredning har inletts av Sydkoreanska haverikommissionen och kommer att assisteras av National Transportation Safety Board då flygplanet är tillverkat av Boeing i USA. En av de svarta lådorna skall ha hittats skadad.